# Lantarbetare

Unga lantarbetare i Izba 1909. Fotografi av Sergey Prokudin-Gorsky.

Lantarbetare kallas den som är anställd inom lantbruket. 

I Sverige är lantarbetarnas fackförbund sedan 2024 Livsmedelsarbetareförbundet.  Det var tidigare Svenska lantarbetareförbundet från sitt bildande 1908 fram till upplösningen 2001 som organiserade lantarbetare. Mellan 2001–2024 organiserades dem av Kommunalarbetarförbundet.